# Дэйли, Герман
Герман Эдвард Дэйли (англ. Herman Edward Daly; 21 июля 1938, Хьюстон, Техас — 28 октября 2022, Ричмонд) — американский экологический экономист, профессор Школы публичной политики Мэрилендского университета в Колледж-Парке, США.

## Биография
С 1988 по 1994 год Герман Дэйли занимал один из руководящих постов в Департаменте окружающей среды Всемирного банка, участвовал в разработке руководящих принципов политики банка в области устойчивого развития.
Он также был связан с экологической деятельностью по линии Всемирного банка в Латинской Америке. Герман Дэйли — автор более, чем ста научных публикаций.
Его имя тесно ассоциируется с теорией экономики устойчивого состояния.
До прихода во Всемирный банк Дэйли был профессором экономики в Университете штата Луизиана. Он — один из основателей и член редколлегии Журнала экологической экономики, участвовал в создании Международного общества экологической экономики.
Он — один из авторов идеи нерентабельного роста.
Скончался 28 октября 2022 года.

## Награды
Г. Дэйли был удостоен премии «За достойное существование», премии Хейнекена от Нидерландской королевской академии наук (1996), премии Софии (1999), премии Леонтьева от Института глобального развития и окружающей среды, назывался человеком 2008 года по версии журнала Adbusters.

## Избранные публикации

### Книги
- Toward a Steady-State Economy (editor, 1973)
- Steady-State Economics (1977)
- На общее благо. Переориентация экономики к людям, окружающей среде и устойчивому будущему. Герман Дэйли и Джон Кобб, Beacon Press, Бостон, 1989. Перевод на русский язык (под редакцией А. Ю. Ретеюма и П. И. Сафонова), Российское отделение ISEE, Москва, 1994, 323 страницы.
- Оценивая нашу Землю. Экономика, экология, этика. Под редакцией Германа Дэйли и Кеннета Таунсенда, The MIT Press, Кембридж, Массачусетс, 1993. Перевод на русский язык (под редакцией А. Ю. Ретеюма и П. И. Сафонова), Российское отделение ISEE, Москва, 1994, 268 страниц.
- Beyond Growth (1996)
- Ecological Economics and the Ecology of Economics (1999)
- The Local Politics of Global Sustainability (2000, with Thomas Prugh and Robert Constanza)
- Ecological Economics: Principles and Applications (2003, with Joshua Farley)

### Статьи
- Daly, Herman E. The Perils of Free Trade (англ.) // Scientific American. — Springer Nature, 1993. — November (vol. 269, no. 5). — P. 24—29.
- Daly, Herman E. On Wilfred Beckerman's Critique of Sustainable Development (англ.) // :en:Environmental Values|Environmental Values : journal. — 1995. — Vol. 4. — P. 49—55.
- Economics in a Full World Архивная копия от 25 октября 2016 на Wayback Machine, article in Scientific American (2005)
- A Steady State Economy, Paper presented to the UK Sustainable Development Commission, April 24, 2008